# Гаванський міст
Га́ванський міст — автомобільний міст через Гавань у Києві, що з'єднує Рибальський острів (Набережно-Рибальська дорога) з Подолом (Набережно-Хрещатицька вулиця).
Назву Гаванського мосту пов`язано з його місцем розташування, він розташований в тому місці, де Гавань з`єднується з Дніпром. Він замінив старий вантовий міст, який закрили через аварійний стан.

## Історія будівництва

### Проєктування
Необхідність будівництва Гаванського мосту було обумовлено необхідністю розвантажити транспортні магістралі, що з`єднують житлові масиви Оболонь та Вигурівщина-Троєщина з центром Києва.
Головний інженер проєкту — Михайло Корнєєв, головний архітектор проєкту — Юрій Бородкін.
Спочатку міст проєктувався розвідним для забезпечення проходження суден, але після ретельного аналізу проекту було прийнято рішення про зміни. Споруду вирішили трохи змістити, вирівняти та підняти на таку висоту, щоб під ним могли вільно проходити судна до гавані.

### Перша черга
Будівництво Гаванського мосту розпочалося 6 лютого 2005 року одночасно з початком будівництва Набережно-Рибальської дороги. Це рішення було прийнято в рамках реалізації прокту будівництва Подільського мостового переходу та з метою поліпшення транспортного сполучення між Подолом та Оболонью. Підрядником будівництва виступило ПАТ «Мостобуд».
Перша черга Гаванського мосту була здана в експлуатацію 17 грудня 2007 року. Міст забезпечував односторонній рух з Набережно-Хрещатицької вулиці до Оболоні.

### Друга черга
Для забезпечення руху транспорту з боку Подолу, протягом 2008—2010 рр. було зведено естакаду на Набережно-Хрещатицькій вулиці. 23 жовтня 2010 року були відкриті естакада на Набережно-Хрещатицькій вулиці та двосторонній рух автотранспорту по Гаванському мосту.

## Арт-Причал
Архітектурне рішення щодо використання простору під Гаванським мостом стало унікальним прикладом інтеграції мистецтва та міського середовища. У просторих приміщеннях під мостом відкрили галерею «Арт-Причал», де представлені художні роботи різних майстрів. Стіни галереї рясніють оригінальними графіті, що підкреслює неординарність цього місця. Вхід для відвідувачів безкоштовний.

## Галерея
|                             |
| Будівництво моста, 2006 рік |

|                                       |
| Вигляд з моста на прибережну естакаду |

|  |
|  |